# Люмьер (кинопремия, 2019)
24-я церемония вручения наград премии «Люмьер» за заслуги в области французского кинематографа за 2018 год состоялась 4 февраля 2019 года в Институте арабского мира (Париж, Франция). Номинанты были объявлены 17 декабря 2018 года.

## Список лауреатов и номинантов
Количество наград/номинаций:
- 3/4: «Братья Систерс»
- 1/4: «Усыновление» / «Опекунство»
- 0/4: «Мадемуазель де Жонкьер»
- 2/3: «Ги»
- 1/3: «Нежная рука закона»
- 0/3: «Шахерезада» / «Щекотка»
- 1/2: «Дикий»
- 0/2: «Новая жизнь Аманды» / «Экстаз» / «Наши сражения» / «Невозможная любовь» / «Первый год» / «Дикие мальчишки»
- 1/1: «Мектуб, моя любовь» / «Дилили в Париже» / «Samouni Road» / «Девочка»

 • Лауреаты выделены отдельным цветом. 
| Категории                                                                     | Лауреаты и номинанты                                                                                   |
| ----------------------------------------------------------------------------- | --- |
| Лучший фильм                                                                  | • Братья Систерс / Les Frères Sisters / The Sisters Brothers (режиссёр: Жак Одиар)                     |
| Лучший фильм                                                                  | • Новая жизнь Аманды / Amanda (режиссёр: Микаэль Эрс)                                                  |
| Лучший фильм                                                                  | • Ги / Guy (режиссёр: Алекс Лютц)                                                                      |
| Лучший фильм                                                                  | • Мадемуазель де Жонкьер / Mademoiselle de Joncquières (режиссёр: Эмманюэль Муре)                      |
| Лучший фильм                                                                  | • Усыновление / Pupille (режиссёр: Жанна Эрри)                                                         |
| Лучшая режиссура                                                              | • Жак Одиар — «Братья Систерс»                                                                         |
| Лучшая режиссура                                                              | • Жанна Эрри — «Усыновление»                                                                           |
| Лучшая режиссура                                                              | • Ксавье Легран — «Опекунство»                                                                         |
| Лучшая режиссура                                                              | • Гаспар Ноэ — «Экстаз»                                                                                |
| Лучшая режиссура                                                              | • Пьер Сальвадори — «Нежная рука закона» (фр.)                                                         |
| Лучший актёр                                                                  | • Алекс Лютц — «Ги»                                                                                    |
| Лучший актёр                                                                  | • Ромен Дюрис — «Наши сражения»                                                                        |
| Лучший актёр                                                                  | • Венсан Лакост — «Новая жизнь Аманды»                                                                 |
| Лучший актёр                                                                  | • Венсан Линдон — «На войне» (фр.)                                                                     |
| Лучший актёр                                                                  | • Дени Меноше — «Опекунство»                                                                           |
| Лучшая актриса                                                                | • Элоди Буше — «Усыновление»                                                                           |
| Лучшая актриса                                                                | • Сесиль де Франс — «Мадемуазель де Жонкьер»                                                           |
| Лучшая актриса                                                                | • Леа Друкер — «Опекунство»                                                                            |
| Лучшая актриса                                                                | • Виржини Эфира — «Невозможная любовь»                                                                 |
| Лучшая актриса                                                                | • Мелани Тьерри — «Боль» (за роль Маргерит Дюрас)                                                      |
| Самый многообещающий актёр                                                    | • Феликс Марито (фр.) — «Дикий»                                                                        |
| Самый многообещающий актёр                                                    | • Антони Бажон — «Молитва»                                                                             |
| Самый многообещающий актёр                                                    | • Уильям Лебгиль — «Первый год» (фр.)                                                                  |
| Самый многообещающий актёр                                                    | • Андраник Мане (фр.) — «Мои провинциалы» (фр.)                                                        |
| Самый многообещающий актёр                                                    | • Дилан Робер (фр.) — «Шахерезада»                                                                     |
| Самая многообещающая актриса                                                  | • Офели Бо (фр.) — «Мектуб, моя любовь»                                                                |
| Самая многообещающая актриса                                                  | • Галатеа Беллуджи (фр.) — «Явление» (фр.)                                                             |
| Самая многообещающая актриса                                                  | • Андреа Бескон (фр.) — «Щекотка»                                                                      |
| Самая многообещающая актриса                                                  | • Жанна Коэнди (фр.) — «Умри, но сделай» (фр.)                                                         |
| Самая многообещающая актриса                                                  | • Кенза Фортас (фр.) — «Шахерезада»                                                                    |
| Лучший сценарий                                                               | • Пьер Сальвадори, Бенуа Граффен (фр.), Бенжамен Шарби — «Нежная рука закона»                          |
| Лучший сценарий                                                               | • Андреа Бескон, Эрик Метайе (фр.) — «Щекотка»                                                         |
| Лучший сценарий                                                               | • Жанна Эрри — «Усыновление»                                                                           |
| Лучший сценарий                                                               | • Тома Лилти (фр.) — «Первый год»                                                                      |
| Лучший сценарий                                                               | • Эмманюэль Муре — «Мадемуазель де Жонкьер»                                                            |
| Лучшая музыка к фильму                                                        | • Венсан Бланшар (фр.), Ромен Грефф (фр.) — «Ги»                                                       |
| Лучшая музыка к фильму                                                        | • Камилль Базбаз (фр.) — «Нежная рука закона»                                                          |
| Лучшая музыка к фильму                                                        | • Александр Деспла — «Братья Систерс»                                                                  |
| Лучшая музыка к фильму                                                        | • Пьер Депрат — «Дикие мальчишки»                                                                      |
| Лучшая музыка к фильму                                                        | • Грегуар Этзель — «Невозможная любовь»                                                                |
| Лучшая работа оператора                                                       | • Бенуа Деби — «Братья Систерс»                                                                        |
| Лучшая работа оператора                                                       | • Бенуа Деби — «Экстаз»                                                                                |
| Лучшая работа оператора                                                       | • Лоран Десме — «Мадемуазель де Жонкьер»                                                               |
| Лучшая работа оператора                                                       | • Жюльен Хирш — «Один король — одна Франция»                                                           |
| Лучшая работа оператора                                                       | • Давид Унгаро — «На краю света» (фр.)                                                                 |
| Лучший дебютный фильм (фр. Meilleur premier film)                             | • Опекунство / Jusqu'à la garde (реж. Ксавье Легран)                                                   |
| Лучший дебютный фильм (фр. Meilleur premier film)                             | • Щекотка / Les Chatouilles (реж. Андреа Бескон, Эрик Метайе)                                          |
| Лучший дебютный фильм (фр. Meilleur premier film)                             | • Дикие мальчишки / Les Garçons sauvages (реж. Бертран Мандико)                                        |
| Лучший дебютный фильм (фр. Meilleur premier film)                             | • Дикий / Sauvage (реж. Камиль Видаль-Наке)                                                            |
| Лучший дебютный фильм (фр. Meilleur premier film)                             | • Шахерезада / Shéhérazade (реж. Жан-Бернар Марлен)                                                    |
| Лучший анимационный фильм                                                     | • Дилили в Париже / Dilili à Paris (реж. Мишель Осело)                                                 |
| Лучший анимационный фильм                                                     | • Астерикс и тайное зелье / Astérix : Le Secret de la potion magique (реж. Луи Клиши, Александр Астье) |
| Лучший анимационный фильм                                                     | • Мазафакер / Mutafukaz (реж. Сёдзиро Нисими, Гийом Ренар (фр.))                                       |
| Лучший анимационный фильм                                                     | • Пачамама / Pachamama (реж. Хуан Антин)                                                               |
| Лучший документальный фильм                                                   | • La strada dei Samouni / Samouni Road (реж. Стефано Савона)                                           |
| Лучший документальный фильм                                                   | • Cassandro, the Exotico! (реж. Мари Лозье)                                                            |
| Лучший документальный фильм                                                   | • В каждое мгновение / De chaque instant (реж. Николя Филибер)                                         |
| Лучший документальный фильм                                                   | • Nul homme n'est une île (реж. Доминик Марше)                                                         |
| Лучший документальный фильм                                                   | • Premières solitudes (реж. Клер Симон)                                                                |
| Лучший иностранный фильм на французском языке (фр. Meilleur film francophone) | • Девочка / Girl (Бельгия, Нидерланды), реж. Люкас Донт                                                |
| Лучший иностранный фильм на французском языке (фр. Meilleur film francophone) | • Капернаум / کفرناحوم (Capharnaüm) (Ливан), реж. Надин Лабаки                                         |
| Лучший иностранный фильм на французском языке (фр. Meilleur film francophone) | • Chris the Swiss (Швейцария), реж. Аня Кофмель                                                        |
| Лучший иностранный фильм на французском языке (фр. Meilleur film francophone) | • Оскорбление / L'Insulte (Ливан, Франция), реж. Зиад Дуэри                                            |
| Лучший иностранный фильм на французском языке (фр. Meilleur film francophone) | • Наши сражения / Nos batailles (Бельгия, Франция), реж. Гийом Сенез                                   |

### Специальная награда (Hommage)
- Джейн Биркин
- «Мужчина и женщина»